# Heukendorf
Heukendorf ist eine Ortslage des Ortsteiles Wintersdorf der Stadt Meuselwitz im Landkreis Altenburger Land in Thüringen.

## Lage
Heukendorf liegt südöstlich der Stadt Meuselwitz im südwestlichen Teil der Agglomeration von Wintersdorf, wozu auch Pflichtendorf gehört. Das Dorf befindet sich im fruchtbaren Altenburg-Zeitzer Lösshügelland am Rand der Leipziger Tieflandbucht und im Meuselwitz-Rositzer Revier des Mitteldeutschen Braunkohlereviers.

## Geschichte
Im Zuge des Bergbaues fanden sich jungsteinzeitliche Siedlungsgruben nordöstlich des Ortes, die Fundstücke gehören zur Kultur der Bandkeramiker. Westlich fand man ein bronzezeitliches Gräberfeld mit 10 Brandbestattungen. Im Zeitraum 1181–1214 wurde Heukendorf erstmals urkundlich erwähnt. Das Sackgassendorf besaß ab 1525 ein Rittergut, welches 1847 staatliche Domäne wurde. Seit 1855 bestand auf Rittergutsgrund bei Schnauderhainichen eine Anstalt zur Erziehung milieugefährdeter Kinder.
Heukendorf gehörte zum wettinischen Amt Altenburg, welches ab dem 16. Jahrhundert aufgrund mehrerer Teilungen im Lauf seines Bestehens unter der Hoheit folgender Ernestinischer Herzogtümer stand: Herzogtum Sachsen (1554 bis 1572), Herzogtum Sachsen-Weimar (1572 bis 1603), Herzogtum Sachsen-Altenburg (1603 bis 1672), Herzogtum Sachsen-Gotha-Altenburg (1672 bis 1826). Bei der Neuordnung der Ernestinischen Herzogtümer im Jahr 1826 kam der Ort wiederum zum Herzogtum Sachsen-Altenburg. Nach der Verwaltungsreform im Herzogtum gehörte er bezüglich der Verwaltung zum Ostkreis (bis 1900) bzw. zum Landratsamt Altenburg (ab 1900). Gerichtlich war der Ort seit 1879 dem Amtsgericht Altenburg und seit 1906 dem Amtsgericht Meuselwitz zugeordnet.
Im ausgehenden 19. und beginnenden 20. Jahrhundert wurde Heukendorf zu einer Bergarbeitersiedlung. Der Ort gehörte ab 1918 zum Freistaat Sachsen-Altenburg, der 1920 im Land Thüringen aufging. 1922 kam er zum Landkreis Altenburg. 1923 erfolgte gleichzeitig mit den Nachbarorten Pflichtendorf und Gröba die Eingemeindung nach Wintersdorf. Mit diesem kam Heukendorf im Jahr 1952 zum Kreis Altenburg im Bezirk Leipzig. Im Jahr 1990 wurde der Ort dem Landkreis Altenburg im wiedergegründeten Freistaat Thüringen zugeordnet, der 1994 im Landkreis Altenburger Land aufging. Mit der Eingemeindung von Wintersdorf nach Meuselwitz ist Heukendorf seit 2007 ein zum Ortsteil Wintersdorf der Stadt Meuselwitz gehöriger Ort.

### Braunkohlenbergbau
Im Jahr 1871 begann der Braunkohlenbergbau im Tiefbau in unmittelbarer Ortsnähe mit der Inbetriebnahme der Mariengrube (1871/72 bis 1957) südlich des Dorfes. Später folgte u. a. die Grube Zum Fortschritt I (betrieben bis 1949) westlich von Heukendorf. Das Thüringer Hauptflöz, welches sich in der Pflichtendorfer Rinne eingemuldet hatte, besaß eine Mächtigkeit von bis zu 20 Metern, normal in dem Revier sind 6 bis 8 Meter. Aus diesem Grund war in den 1980er Jahren die Wiederaufnahme des Braunkohleabbaus geplant, welche aber nicht zur Ausführung kam. Dem vorgesehenen „Tagebau Meuselwitz“ zwischen Meuselwitz und Rositz hätten auch die dicht beieinander liegenden Ortslagen Heukendorf und Pflichtendorf weichen müssen.

## Persönlichkeiten
- Ernst Daube (1869–1956), Schriftsteller und Dichter